# Wolfram-Molybdän-Legierungen
Als Wolfram-Molybdän-Legierungen bezeichnet man hochdichte Wolframlegierungen mit den Legierungsbestandteilen Nickel, Kupfer, Eisen, Molybdän in wechselnden Zusammensetzungen.

## Überblick
Sie haben eine ausgezeichnete Festigkeit und mechanische Stabilität bei hohen Temperaturen (bis zu 1900 °C). Ihre hohe Duktilität und Zähigkeit besitzen eine größere Toleranz für Unvollkommenheiten und Sprödbruch als Keramik und sie verbinden eine sehr hohe Dichte (bis zu 18,5 g/cm³) mit einer sonst bei Wolfram nicht vorhandenen Bearbeitbarkeit.

## Verwendung
Die Legierungen werden vor allem in technischen Bereichen eingesetzt, in denen Materialien hohen Temperaturen standhalten müssen:
- Hochtemperatur-Heizelemente, Strahlungsschilde, Extrusionen, Gesenke etc.;
- Rotierende Röntgenanoden in der klinischen Diagnostik verwendet werden;
- Elektroden und Komponenten in Glasschmelzöfen
- Kühlkörper mit Wärmeausdehnung passend für Silizium-Halbleiter-Chips;
- Spritzschichten auf Automobil-Kolbenringe und Maschinenkomponenten zur Reduzierung von Reibung und Verschleiß.
- Spritzdüsen in der Kunststoffspritztechnik aus TZM hergestellt
- Turbinenschaufeln, die sehr hohen Temperaturen ausgesetzt sind

## TZM-Legierung (Hochtemperaturlegierung)
TZM ist eine mischkristallgehärtete und Partikel-verstärkte Molybdänbasis-Legierung. Die Entwicklung eines Mo-Ti-Mischkristall mit fein verteilten Ti-Carbiden führt zu sehr guten Festigkeitseigenschaften bei Temperaturen bis 1400 °C. Die Rekristallisationstemperatur von TZM ist ca. 250 °C höher als bei Molybdän und TZM bietet eine bessere Schweißbarkeit.
TZM-Molybdän ist eine Legierung aus Molybdän, 0,50 % Titan, 0,08 % Zirconium und 0,01–0,04 % Kohlenstoff. TZM-Molybdän wird entweder pulvermetallurgisch oder durch Arc-Cast-Technologien hergestellt und ist von großem Nutzen aufgrund seiner hohen Festigkeit bei Hochtemperatur-Anwendungen, vor allem oberhalb von 2000 °C. TZM-Molybdän hat eine höhere Rekristallisationstemperatur, höhere Festigkeit, Härte und gute Zähigkeit bei Raumtemperatur und erhöhten Temperaturen als unlegiertes Molybdän. Darüber hinaus hat TZM eine gute Wärmeleitfähigkeit, niedrigen Dampfdruck, gute Korrosionsbeständigkeit und ist gut bearbeitbar.

## TZC-Legierung
Die TZC-Legierung besitzt eine sehr gute Warmfestigkeit und eine hohe Rekristallisationstemperatur; sie besitzt auch eine gute Plastizität bei Raumtemperatur. Die Legierung kann mittels Pulvermetallurgie und der Lichtbogenschmelzmethode hergestellt werden.
TZC (1,2 % Titan, 0,3 % Zirconium, 0,1 % CO2),

## Weitere Legierungen
Weitere Wolfram-Molybdän-Legierungen sind:
- MHC (1,2 % Hafnium, 0,05 % Kohlenstoff)
- ZHM (1,2 % Hafnium, 0,4 % Zirconium, 0,12 % Kohlenstoff).